# Sitio arqueológico de las estelas grabadas de Tiya
El sitio arqueológico de las estelas grabadas de Tiya (del amhárico: ጢያ) un complejo funerario protohistórico, es uno de los grupos de estelas más importantes de los más de ciento sesenta descubiertos en el distrito de Sodo, en el estado federado de las Naciones, Nacionalidades y Pueblos del Sur de Etiopía.
Se encuentra cerca de la ciudad de Tiya, y contiene treinta y seis monumentos, de los que treinta y dos son estelas grabadas con símbolos que no han sido descifrados. las estelas, de uno a cinco metros de altura y diferentes formas, están alineadas en dirección norte-noroeste a lo largo de cuarenta y cinco metros. Las tres últimas se encuentran en el mismo alineamiento, pero separadas sesenta metros de las demás; el grabado de una de ellas es una figura antropomorfa. Alrededor de las estelas se han hallado varias tumbas.
Las estelas se han fechado entre los siglos XIV y XVI, y algunos autores las relacionan con el Reino Etíope Axumita.

## Galería

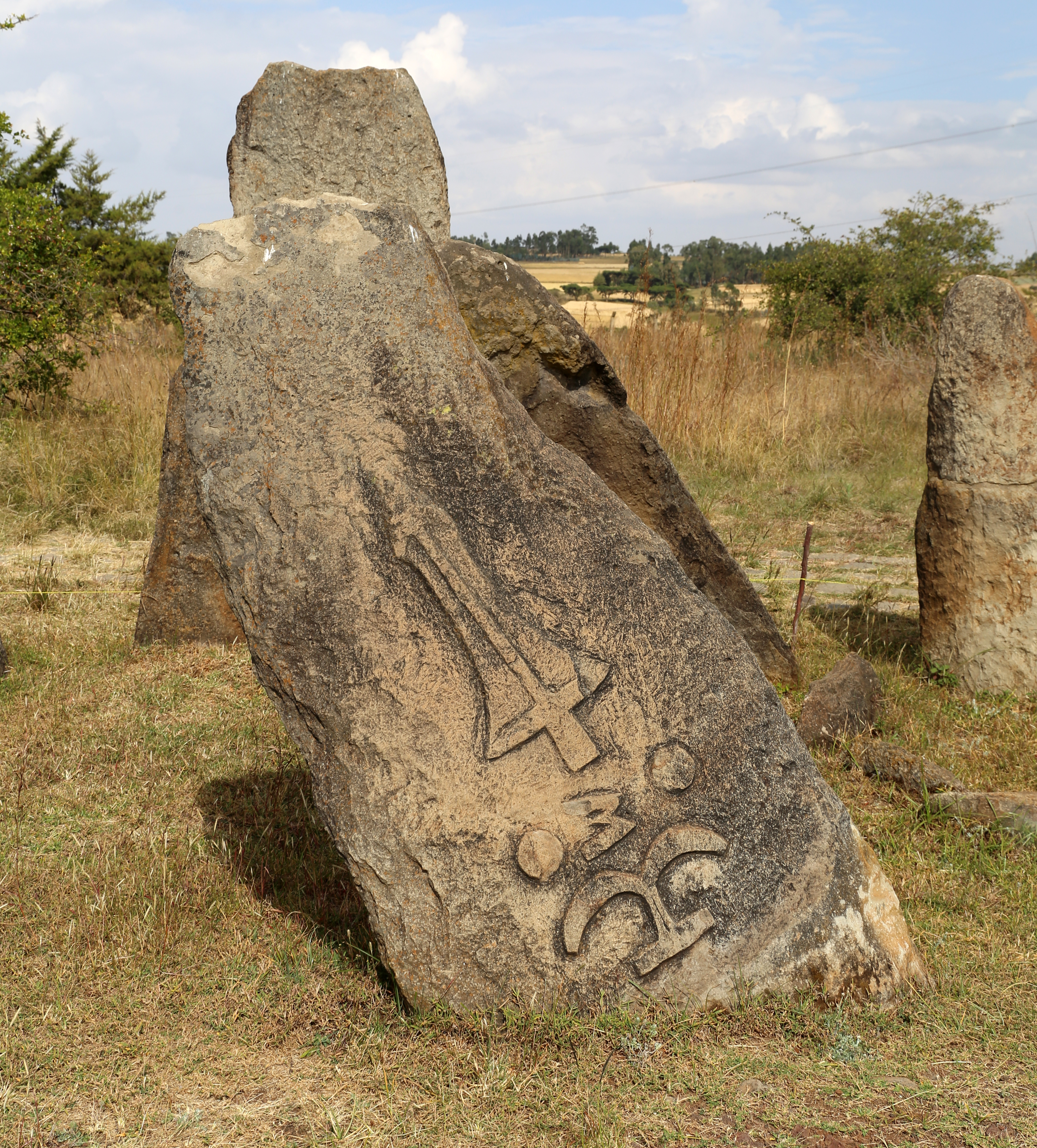
Estela de Tiya
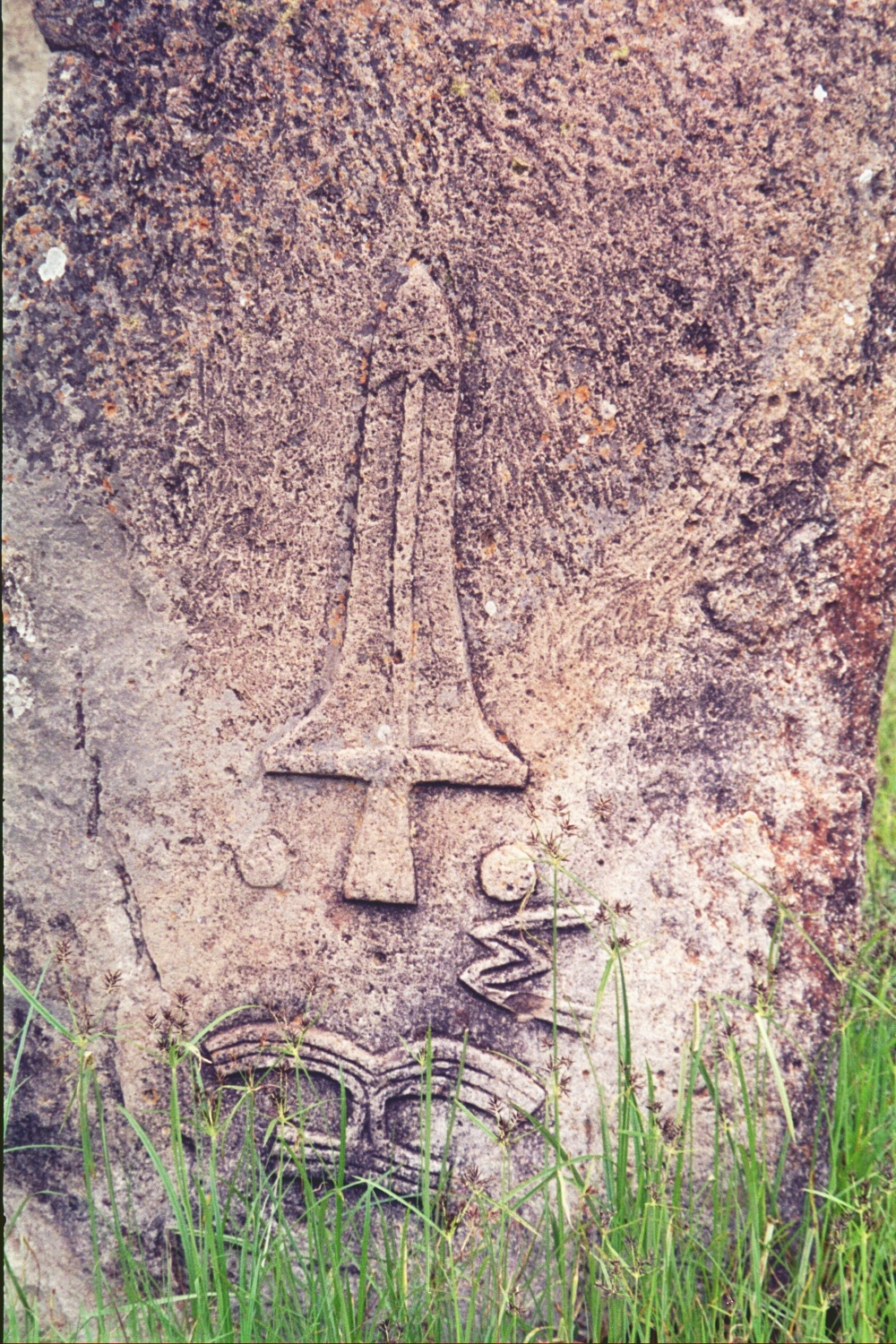
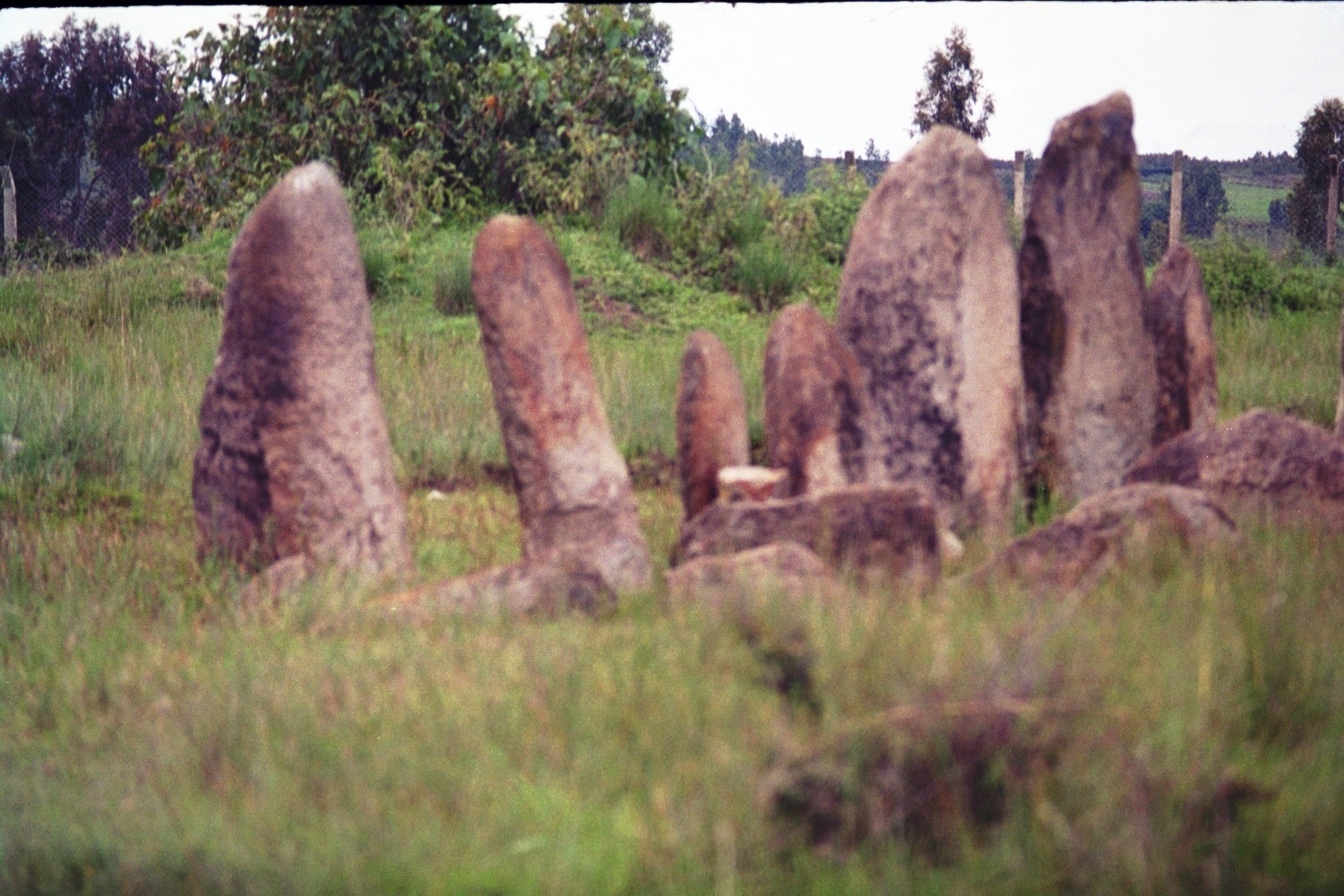
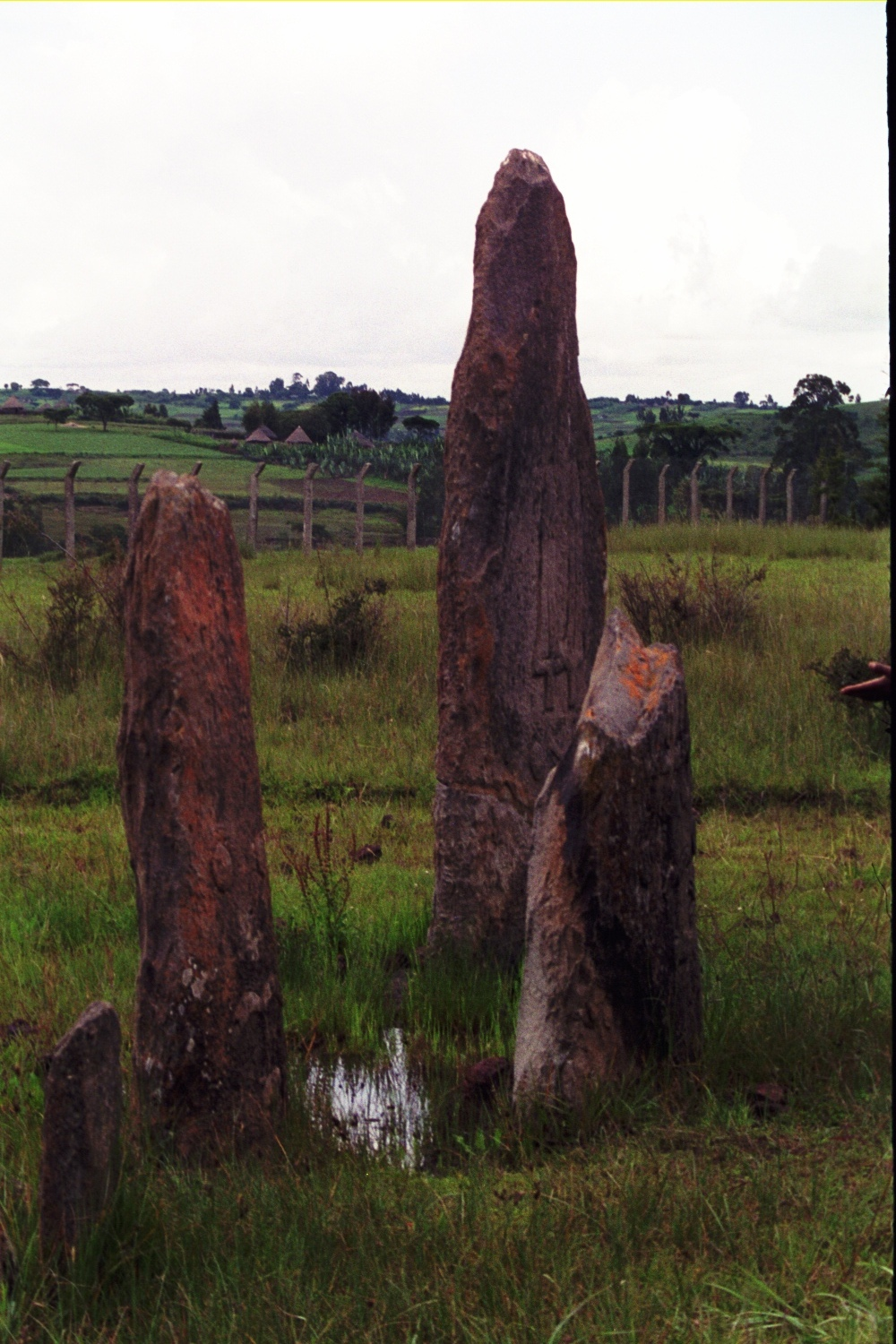